# Иванов-Ахметов, Владимир Михайлович
Владимир Михайлович Иванов-Ахметов (2 октября 1953, Ишимбай, БАССР, СССР, ныне Башкортостан, Россия — 17 июля 2024, Киев, Украина) — российский и украинский советский художник и график.
Член Союза художников СССР (1984).
Провёл шесть персональных выставок.
Работы находятся:
- Государственная Третьяковская галерея, Москва, Россия.
- Национальный художественный музей Украины, Киев, Украина.
- Национальный художественный музей, Белград, Сербия.
- Горловский художественный музей в Донецкой области, Горловка, Украина.
- Галерея Хаммера, Лос-Анджелес, США.
- Коллекция Министерства культуры и информационной политики Украины, Художественного фонда Украины.

Печать о нём

В галерее «Ирэна» проходит персональная выставка одного из известнейших современных киевских художников — графика Владимира Иванова-Ахметова. Быть может, лучшее определение своему творчеству дал он сам в названии одной из старых работ: «Мой любимый кошмар». В самом деле, графика Владимира Иванова-Ахметова парадоксальна до абсурдности, но при этом — полна энергии и откровенного веселья, совсем не похожего на снисходительные ухмылки большинства постмодернистов. И вот: в «Очерках анатомии человека» из самых шокирующих эпизодов иллюстрированного анатомического атласа образуются существа, напоминающие тропических птиц и бабочек («Расскажи мне обо мне»), а в «Часе вечернего посещения» порой ощущается чуть ли не трогательнейшая ностальгия по детству («Гадание на любовь», «Сватовство по-индейски»). Себя же художник представляет в «Роковом автопортрете». Однако новые работы Владимира Иванова-Ахметова выполнены иначе, то есть — в хорошем смысле слова — традиционнее. Быть может, Балканы (путешествие или, точнее, отдых), которым они посвящены, в самом деле потребовали иных временно- пространственных характеристик. Так или иначе, вместо обычной развеселой суматохи в них царит почти абсолютный покой, а сам художник обнаруживает интерес почти исключительно к разного рода «древностям» (даже не туристическим достопримечательностям), определяя их при этом (в названиях) длинно и подробно: «Старая усадьба на Балканах», «Старый дом в горах», «На старой улочке у моря», «Старая улочка маленького города Адриатики». И все, что тут возможно (да и то иногда), — это карта вместо фона.— Оксана Ламонова, «Любимый кошмар», газ. День, № 183, вторник, 14 октября 2003)

## Иллюстрации книг
- Бурлачук Ф. Ф. Черниговского полка поручик; Сожженные мосты. Ист. повести / Фока Бурлачук [Худож. В. М. Иванов-Ахметов] — 2-е изд., перераб. и доп. — К.: Дніпро, 1985. — 479 с., ил.[4]. 150 000 экз.[5]
- Кунцевич М. Іноземка [рус. — «Иностранка»]. Роман / Худ. В. М. Іванов-Ахметов. Пер. з польськ. Є. В. Медущенко. — К.: Дніпро, 1989. — 527 с. — Серія: Зарубіжна проза XX століття.

## Преподавательская работа
Много лет и сил Владимир Михайлович отдал преподавательской работе в Издательско-полиграфическом институте НТУУ «КПИ». 18 июля 2024 года кафедра графики ИПИ сообщила, что 17 июля на 71-м году жизни скончался её профессор, заслуженный художник Украины, выдающийся мастер литографии и офорта В. М. Иванов-Ахметов, который внёс весомый вклад в искусство Украины как собственным творчеством, так и взрастив плеяду мастеров графики, создав свою школу.